# Elizo, życie moje
Elizo, życie moje (hiszp. Elisa, vida mía) – hiszpański dramat filmowy z 1977 roku w reżyserii Carlosa Saury. Zdjęcia kręcono w Melque de Cercos (prowincja Segowia).

## Obsada
- Geraldine Chaplin jako Elisa Santamaria/matka Elisy
- Fernando Rey jako Luis
- Ana Torrent jako Elisa (dziecko)
- Norman Briski jako Antonio
- Arantxa Escamilla jako Niña Isabel
- Jacobo Escamilla jako Niño
- Francisco Guijar jako lekarz
- Joaquín Hinojosa jako Julián
- Isabel Mestres